# Kurt Stanke
Kurt Stanke (* 20. Dezember 1903 in Berlin; † 15. Oktober 1978 ebenda) war ein deutscher Kameramann von Dokumentarfilmen und ein Regisseur.

## Leben und Wirken
Der Fabrikantensohn ging in Berlin-Treptow zur Schule und musste seinen ursprünglichen Plan, Ingenieur zu werden, aufgrund des frühen Todes des Vatersaufgeben. Da er eine Fotografenlehre durchlaufen hatte, konnte Stanke bereits im Alter von 15 Jahren erste Kontakte zur Filmbranche knüpfen und erlernte ab 1919 seinen Beruf in der Kopieranstalt wie im Atelier von der Pike auf. 1922 fotografierte er seinen ersten größeren Kulturfilm im Gebirge, ehe er als Zwanzigjähriger von Reinhold Schünzel in seiner Funktion als Regisseur für den Spielfilm “Windstärke 9” verpflichtet wurde. 
Stanke blieb jedoch fortan dem Natur-, Kultur- und Industriefilm treu und fotografierte die kommenden dreieinhalb Jahrzehnte eine Fülle von meist kurzen Dokumentarfilmen, die von bekannten Vertretern der Branche wie Martin Rikli, Wilhelm Prager und Andrew Thorndike inszeniert wurden. Nach dem Krieg ließ sich Stanke von der DEFA engagieren, für die er bis Ende der 1950er Jahre regelmäßig Filme fotografierte. In unregelmäßigen Abständen versuchte sich Kurt Stanke auch als Regisseur, darunter bei mehreren SED-Auftragsproduktionen der 1950er Jahre mit stark politischer, prokommunistischer Tendenz.

## Filmografie
als Kameramann von kurzen Dokumentarfilmen, wenn nicht anders angegeben
- 1924: Windstärke 9 (Spielfilm)
- 1925: Insulinde
- 1926: Hermanns Erzählungen (Spielfilm) (auch Regie)
- 1927: Verkehrsregelung in der Nordsee (auch Regie)
- 1927: Männes Werdegang (Spielfilm)
- 1929: Gesprengte Fesseln. Ein Kulturbild aus Vergangenheit und Gegenwart des schaffenden Volkes
- 1929: Winter im Spreewald
- 1930: Examensnöte oder das Geheimnis der Eischale
- 1930: Salon der Meerungeheuer
- 1931: Gold des Nordens
- 1931: Das geheimnisvolle Schiff
- 1931: Von Ibissen und Reihern
- 1931: Goldgräber in Rumänien
- 1931: Der gläserne Motor
- 1932: Goethe lebt …! (Spielfilm)
- 1932: Unsichtbare Wolken
- 1932: Völkerwanderungen der Fische
- 1933: Vom Amselfeld zum Ochridasee
- 1933: Wasser hat Balken
- 1933: Aus der Heimat des Elchs
- 1934: Was die Isar rauscht
- 1934: Gorch Fock
- 1934: Strömungen und Wirbel
- 1934: Schären und Fjorde an der Adria
- 1935: Soldatenlieder (Kurzspielfilm)
- 1935: Wiesbaden
- 1935: Sturm über Hallig
- 1935: Im Lande Widukinds (auch Regie, Schnitt)
- 1935: Die alte Königsstadt Krakau
- 1936: Warschau
- 1936: Wilna
- 1936: Husaren der See
- 1936: Das Paradies der Pferde
- 1937: In der Rott
- 1937: Hinunter
- 1937: Spreehafen Berlin
- 1937: Weltstadt am Wasser
- 1937: Wir erobern Land
- 1938: Sonne, Erde und Mond
- 1938: Arbeitsmaiden helfen
- 1939: Bayreuth. Eine Stadt einst und jetzt
- 1939: Wald im Winter
- 1939: Wissenschaft weist neue Wege
- 1940: Radium
- 1940: Sinfonie der Wolken
- 1940: Jugend fliege
- 1940: Nürnberg, die Stadt der Reichsparteitage
- 1941: Windige Probleme
- 1943: Alltag zwischen Zechentürmen
- 1943: Küchenzauber
- 1943: Wolkenspiel
- 1944: Post nach den Halligen
- 1944: Wie spät?
- 1944: Sport in der Zeitlupe
- 1945: Anmut und Kraft. Frauensport unter der Zeitlupe
- 1949: Der durchbrochene Kreis
- 1950: Von Hamburg bis Stralsund
- 1950: Der Weg nach oben
- 1951: Wilhelm Pieck – Das Leben unseres Präsidenten
- 1951: Das demokratische Dorf (Regie)
- 1952: Erwachendes Land (Regie)
- 1953: Neuer Kurs auf freiem Land (auch Regie)
- 1954: Feindeswerkzeuge (Regie)
- 1954: Sie Sieben vom Rhein
- 1955: Du und mancher Kamerad
- 1955: Attentat auf unsere Kinder (auch Regie und Drehbuch)
- 1957: Von Port Said bis Suez (Regie)
- 1957: Leben zur Pyramidenzeit (Regie)
- 1959: Goldener Boden (auch Regie)
- 1959: Fest der Hunderttausend